# 沙尔德尼
沙尔德尼（法語：Chardeny，法語發音：[ʃaʁdəni]）是法国大東部大區阿登省的一个市镇，属于武济耶区。

## 地理
沙尔德尼（49°25'6"N, 4°36'2"E）面积5.02 平方千米，位于法国大東部大區阿登省，该省份为法国北部内陆省份，西接埃纳省，南至马恩省，东临默兹省，北与比利时接壤。
与沙尔德尼接壤的市镇（或旧市镇、城区）包括：许菲利罗什、库洛姆和马尔克尼、格里维-卢瓦西、基伊。

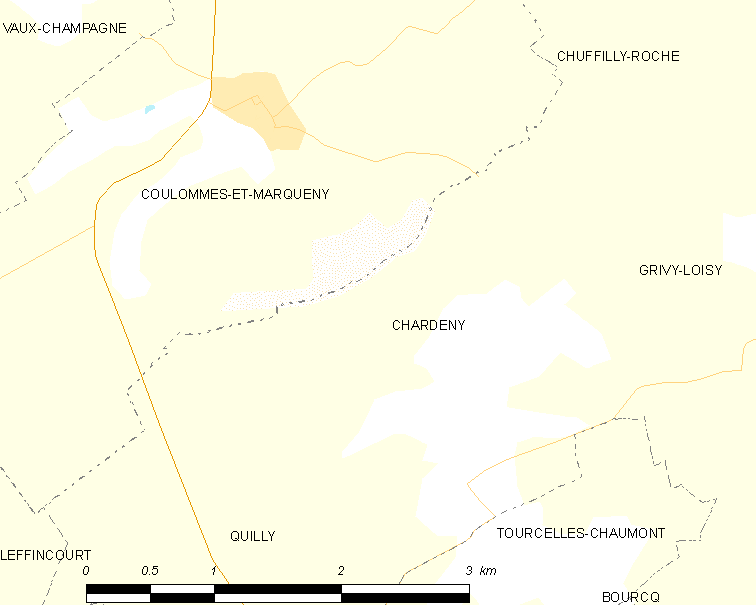
沙尔德尼的OSM定位图

沙尔德尼的时区为UTC+01:00、UTC+02:00（夏令时）。

## 行政
沙尔德尼的邮政编码为08400，INSEE市镇编码为08104。

## 政治
沙尔德尼所属的省级选区为阿蒂尼县。

## 人口

1962-2008年间沙尔德尼人口变化图示

沙尔德尼于2022年1月1日时的人口数量为57人。